# Carlo Checchinato
(Carlo Checchinato)
Carlo Checchinato (Adria, 30 agosto 1970) è un ex rugbista a 15 e dirigente sportivo italiano, seconda linea del Rovigo, del Benetton e internazionale per l'Italia con 83 cap ufficiali e quattro Coppe del Mondo consecutive; ricopre la carica di direttore dell'Alto Livello per la Federazione Italiana Rugby.
Nel 2021 è stato amministratore delegato delle Zebre.

## Biografia
Figlio di un rugbista (suo padre, Giancarlo Checchinato, fu anch'egli seconda linea e internazionale per l'Italia negli anni settanta), Carlo Checchinato seguì le orme di suo padre nel Rovigo, club nel quale esordì a 18 anni in prima squadra e con il quale conquistò lo scudetto nel 1990.
Pochi mesi dopo la conquista dello scudetto giunse anche l'esordio in Nazionale (30 settembre, contro la Spagna in Coppa FIRA, proprio a Rovigo).
Fu la prima di 84 presenze in 14 anni in maglia azzurra, con la quale Checchinato disputò le Coppe del Mondo del 1991 in Inghilterra, 1995 in Sudafrica, 1999 in Galles e 2003 in Australia.
Nel 1995 si trasferì al Benetton, coll quale disputò 10 stagioni con 6 scudetti, realizzando anche in una stagione l'accoppiata titolo nazionale/Coppa Italia.
Si ritirò nel 2005, con la vittoria nella sua seconda Coppa Italia, dopo 242 partite totali in campionato. Con la Nazionale italiana ha disputato 83 incontri segnando 21 mete, per un totale di 96 punti (di cui 9 dal valore di 4 punti ciascuna e 12 dal valore di 5 punti). Al momento del suo ritiro era l'avanti che aveva realizzato il maggior numero di mete in incontri internazionali.
Dopo il ritiro ricoprì dal 2005 il ruolo di team manager della Nazionale italiana; dal 9 aprile 2010 Carlo Checchinato fu direttore per l'Alto Livello della Federazione Italiana Rugby; la neoistituita struttura si occupa della gestione delle nazionali maggiori nonché i rapporti con le due società italiane che disputano dal 2010-11 la Celtic League; a seguito di ciò si dimese dall'incarico di team manager e consigliere federale, lasciando il posto rimasto libero alla prima dei non eletti in quota atleti, Sara Pettinelli, che è così divenuta la prima donna a divenire consigliere della Federazione Italiana Rugby. Dal 2018 è diventato direttore commerciale della FIR.
Dal 2021 figura nel consiglio d'amministrazione delle Zebre come amministratore delegato.

## Palmarès
- Coppa FIRA: 1
Italia: 1995-97
- Campionati italiani: 7
Rovigo: 1989-90
Benetton Treviso: 1996-97, 1997-98, 1998-99, 2000-01, 2002-03, 2003-04
- Coppe Italia: 2
Benetton Treviso: 1996-97, 2004-05